# Lepidium perfoliatum
Lepidium perfoliatum es una planta de la familia de las brasicáceas.

## Descripción
Lepidium perfoliatum es una especie  que se distingue por sus dos formas de hojas, hojas basales de largo peciolo dos o tres veces divididas, de lóbulos estrechos; superiores casi agudas-redondeadas, enteras, con lóbulos basales amplios e imbricados rodeando el tallo. Anual o bienal de hasta 40 cm Pétalos amarillo-pálido , poco más largos que los sépalos. Vaina  de aproximadamente 4 mm, estrechamente alada por arriba, con estilo corto y exerto. Florece en primavera.

## Distribución
Originaria del centro y este de Europa. Introducida en España, Francia, Italia.

## Taxonomía
Lepidium perfoliatum fue descrita por Carlos Linneo y publicado en Species Plantarum 2: 643. 1753.
Etimología
Lepidium: nombre genérico que deriva del griego, y significa "pequeña escama", en referencia al tamaño y forma de los frutos (silicuas).
perfoliatum: epíteto latíno que significa "las hojas unidas alrededor del tallo"
Sinonimia
- Alyssum heterophyllum Ruiz & Pav. ex DC.
- Crucifera diversifolia E.H.L.Krause
- Nasturtium perfoliatum (L.) Besser[3]